# Grand Prix Formule 1 van Groot-Brittannië 1961
De Grand Prix Formule 1 van Groot-Brittannië 1961 werd gehouden op 15 juli op het circuit van Aintree. Het was de vijfde race van het seizoen.

## Uitslag
| Pos. | Nr. | Coureur                 | Constructeur      | Rondes | Tijd / Oorzaak uitval | Grid | Punten |
| ---- | --- | ----------------------- | ----------------- | ------ | --------------------- | ---- | ------ |
| 1    | 4   | Wolfgang von Trips      | Ferrari           | 75     | 2:40:53.6             | 4    | 9      |
| 2    | 2   | Phil Hill               | Ferrari           | 75     | +46,0 s               | 1    | 6      |
| 3    | 6   | Richie Ginther          | Ferrari           | 75     | +46,8 s               | 2    | 4      |
| 4    | 12  | Jack Brabham            | Cooper-Climax     | 75     | +1:08.6               | 9    | 3      |
| 5    | 8   | Jo Bonnier              | Porsche           | 75     | +1:16.2               | 3    | 2      |
| 6    | 36  | Roy Salvadori           | Cooper-Climax     | 75     | +1:26.2               | 13   | 1      |
| 7    | 10  | Dan Gurney              | Porsche           | 74     | +1 Ronde              | 12   |        |
| 8    | 14  | Bruce McLaren           | Cooper-Climax     | 74     | +1 Ronde              | 14   |        |
| 9    | 22  | Tony Brooks             | BRM-Climax        | 73     | +2 Rondes             | 6    |        |
| 10   | 16  | Innes Ireland           | Lotus-Climax      | 72     | +3 Rondes             | 7    |        |
| 11   | 42  | Masten Gregory          | Cooper-Climax     | 71     | +4 Rondes             | 16   |        |
| 12   | 60  | Lorenzo Bandini         | Cooper-Maserati   | 71     | +4 Rondes             | 21   |        |
| 13   | 50  | Tony Maggs              | Lotus-Climax      | 69     | +6 Rondes             | 24   |        |
| 14   | 44  | Ian Burgess             | Lotus-Climax      | 69     | +6 Rondes             | 25   |        |
| 15   | 54  | Keith Greene            | Gilby-Climax      | 69     | +6 Rondes             | 26   |        |
| 16   | 56  | Carel Godin de Beaufort | Porsche           | 69     | +6 Rondes             | 18   |        |
| 17   | 52  | Wolfgang Seidel         | Lotus-Climax      | 58     | +17 Rondes            | 22   |        |
| NF   | 18  | Jim Clark               | Lotus-Climax      | 62     | Olielek               | 8    |        |
| DQ   | 26  | Jack Fairman            | Ferguson-Climax   | 56     | Gediskwalificeerd     | 20   |        |
| NF   | 32  | Lucien Bianchi          | Lotus-Climax      | 45     | Versnellingsbak       | 30   |        |
| NF   | 28  | Stirling Moss           | Lotus-Climax      | 44     | Remmen                | 5    |        |
| NF   | 20  | Graham Hill             | BRM-Climax        | 43     | Motor                 | 11   |        |
| NF   | 58  | Giancarlo Baghetti      | Ferrari           | 27     | Ongeluk               | 19   |        |
| NF   | 48  | Tony Marsh              | Lotus-Climax      | 25     | Ontsteking            | 27   |        |
| NF   | 34  | John Surtees            | Cooper-Climax     | 23     | Differentieel         | 10   |        |
| NF   | 38  | Tim Parnell             | Lotus-Climax      | 12     | Koppeling             | 29   |        |
| NF   | 46  | Jackie Lewis            | Cooper-Climax     | 7      | Handling              | 15   |        |
| NF   | 40  | Gerry Ashmore           | Lotus-Climax      | 7      | Ontsteking            | 26   |        |
| NF   | 30  | Henry Taylor            | Lotus-Climax      | 5      | Ongeluk               | 17   |        |
| NF   | 62  | Massimo Natili          | Cooper-Maserati   | 0      | Versnellingsbak       | 28   |        |
| WD   | 24  | Olivier Gendebien       | Emeryson-Maserati |        | Wagen niet klaar      |      |        |

## Statistieken
| Pole-position | Phil Hill   | Ferrari    | 1:58.8 |
| Snelste ronde | Tony Brooks | BRM-Climax | 1:57.8 |

## Noot
- Dit was het debuut voor de Britse coureur Gerry Ashmore, de Zuid-Afrikaanse coureur Tony Maggs - de eerste Zuid-Afrikaan in Formule 1 - en de Italiaanse coureur Massimo Natili.
- Vijfde pole position voor Phil Hill.
- Vijfde podiumplaats voor Wolfgang von Trips.

1926 · 1927 · 1948 · 1949 · 1950 · 1951 · 1952 · 1953 · 1954 · 1955 · 1956 · 1957 · 1958 · 1959 · 1960 · 1961 · 1962 · 1963 · 1964 · 1965 · 1966 · 1967 · 1968 · 1969 · 1970 · 1971 · 1972 · 1973 · 1974 · 1975 · 1976 · 1977 · 1978 · 1979 · 1980 · 1981 · 1982 · 1983 · 1984 · 1985 · 1986 · 1987 · 1988 · 1989 · 1990 · 1991 · 1992 · 1993 · 1994 · 1995 · 1996 · 1997 · 1998 · 1999 · 2000 · 2001 · 2002 · 2003 · 2004 · 2005 · 2006 · 2007 · 2008 · 2009 · 2010 · 2011 · 2012 · 2013 · 2014 · 2015 · 2016 · 2017 · 2018 · 2019 · 2020 · 2021 · 2022 · 2023 · 2024 · 2025 · 2026 · 2027 · 2028 · 2029 · 2030 · 2031 · 2032 · 2033 · 2034